# Cratocentrus pruinosus
Cratocentrus pruinosus is een vliesvleugelig insect uit de familie bronswespen (Chalcididae). De wetenschappelijke naam is voor het eerst geldig gepubliceerd in 1959 door Steffan.